# أبو مرير
أبو مرير قرية سوريّة تتبع إداريّاً لمحافظة حلب منطقة جبل سمعان ناحية تل الضمان، بلغ تعداد سكانها 329 نسمة حسب التعداد السكاني لعام 2004.